# Dynamo Khmelnytskyï
Maillots
Le Futbolnyy Klub Dynamo Khmelnytskyï (en ukrainien : Футбольний клуб Динамо Хмельницький), plus couramment abrégé en Dynamo Khmelnytskyï, est un ancien club ukrainien de football fondé en 2009 puis disparu en 2013, et basé dans la ville de Khmelnytskyï.

## Histoire
Il fut fondé en 2009 sous le nom de Dynamo Khmelnytskyi pour succéder au défunt FC Dynamo Khmelnytskyi. Et avant que le club a été créé la tâche - l'équipe doit jouer dans la Persha Liha.

## Entraîneurs du club
- Volodymyr Reva (2009)
- Viktor Muravskyi (2009 - 2010)
- Oleksandr Porytskyi (2011)
- Mykola Rozdoboudko (2011)
- Mykhailo Dunets (2011)
- Mykola Rozdoboudko (2011)
- Vadim Krokhan (2011 - 2013)